# Handball Sport Verein Hamburg
Der Handball Sport Verein Hamburg e. V. (kurz HSV Hamburg, nicht zu verwechseln mit dem Hamburger SV) ist ein Sportverein aus Hamburg.

## Geschichte
Der Verein wurde 1999 als Handball Sport Verein Lübeck gegründet und übernahm die Bundesligalizenz des VfL Bad Schwartau, mit dem er bis 2002 die Spielgemeinschaft SG VfL Bad Schwartau-Lübeck bildete. Im Jahr 2002 wurde diese aufgelöst und der Verein zog nach Hamburg um. Die dortige Bundesligamannschaft wurde zunächst von der Omni Sport GmbH & Co. KG betrieben, an der Winfried Klimek mit 90 Prozent beteiligt war. Die Saison 2002/03 beendete das Team unter Trainer Bob Hanning als Tabellenachter. In der folgenden Saison 2003/04 belegte der HSV den fünften Rang und erreichte das Finale des DHB-Pokals.
Klimek wurde im Dezember 2004 verhaftet und im August 2005 wegen Betrug und Untreue zu fünf Jahren Haft verurteilt. Die Omni Sport GmbH & Co. KG musste daraufhin Insolvenz anmelden und wurde im Sommer 2005 durch die HSV Handball Betriebsgesellschaft mbH & Co. KG ersetzt.

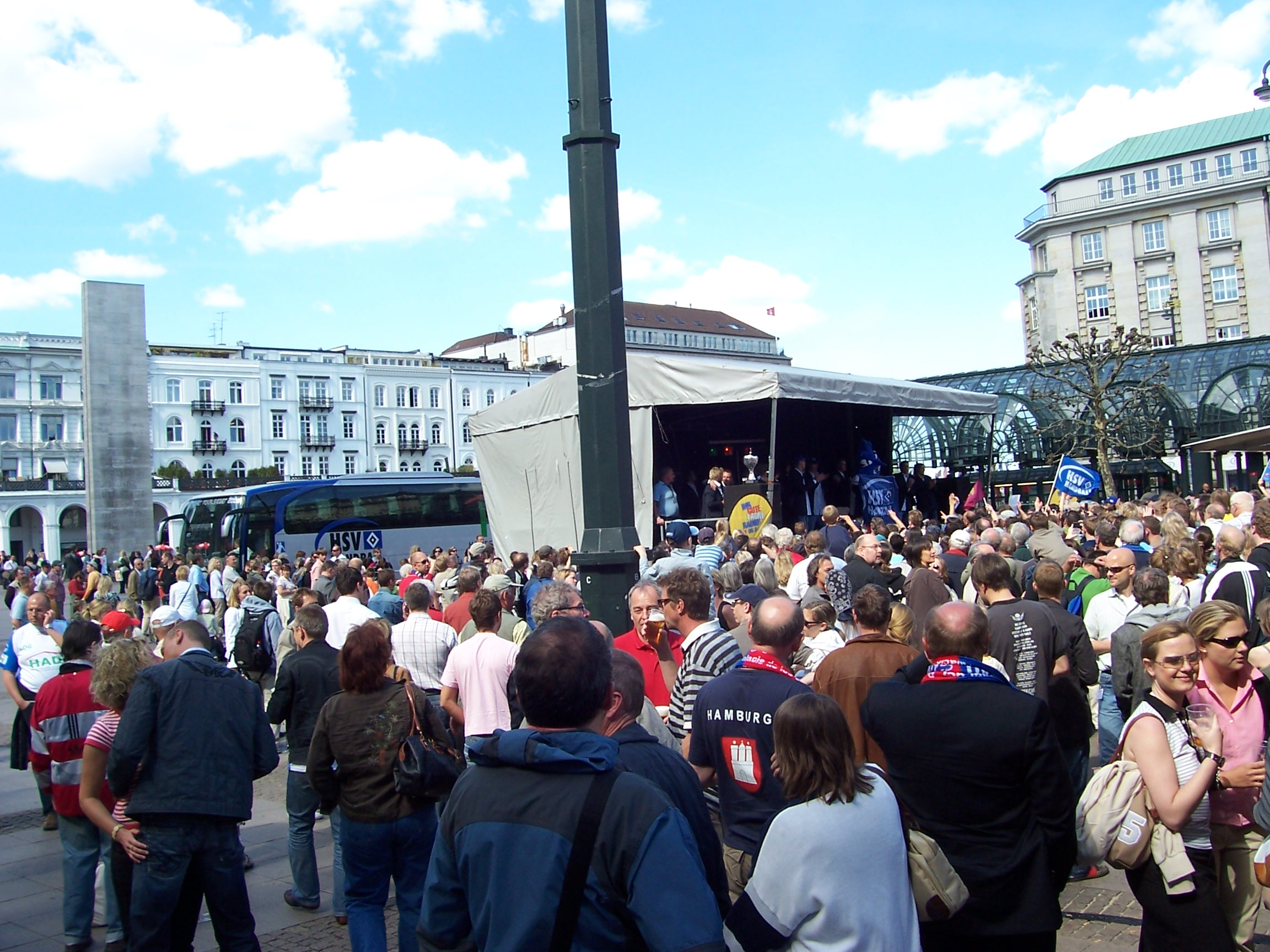
Siegesfeier nach dem Europapokalsieg 2007 vor dem Hamburger Rathaus

In der Saison 2004/05 kam die Mannschaft über den neunten Platz der Abschlusstabelle nicht hinaus, wozu auch die prekäre wirtschaftliche Lage des Vereins beitrug. Mit dem neuen Trainer Martin Schwalb begann dann ab 2005 ein sportlicher Aufstieg. Nach dem Weggang von Klimek wurde Andreas Rudolph zum wichtigsten Gesellschafter. Er war mit 74,9 Prozent an der HSV Handball Betriebsgesellschaft mbH & Co. KG beteiligt und von 2005 bis 2011 sowie von 2013 bis 2014 Präsident des Vereins. Nach eigenen Angaben hat er bis Dezember 2015 50 Millionen Euro investiert. Am 8. Mai 2014 erklärte er seinen Rücktritt vom Präsidentenamt, wodurch wegen der fehlenden finanziellen Zuwendungen die sofortige Insolvenz drohte. 2006 belegte der HSV in der Liga den zehnten Platz, konnte aber den DHB-Pokal und den DHB-Supercup gewinnen und qualifizierte sich für den Europapokal der Pokalsieger. 2007 gewann der HSV den Europapokal der Pokalsieger und wurde Vizemeister hinter dem THW Kiel, außerdem erreichte man das Halbfinale des DHB-Pokals. 2008 wurde erneut das Finale des DHB-Pokals erreicht, in dem der HSV dem THW Kiel unterlag, im Halbfinale der EHF Champions League scheiterte der HSV am Sieger BM Ciudad Real. 2009 wurde der HSV Vizemeister hinter dem THW Kiel, außerdem erreichte man das Halbfinale des DHB-Pokals und der Champions League, wo man erneut gegen BM Ciudad Real ausschied. 2010 gewann der HSV durch einen Finalsieg gegen die Rhein-Neckar Löwen den DHB-Pokal und wurde Vizemeister hinter Kiel. In der Spielzeit 2010/11 gewann der HSV erstmals in seiner Geschichte die Deutsche Meisterschaft; bereits drei Spieltage vor Saisonende stand er als Meister fest.

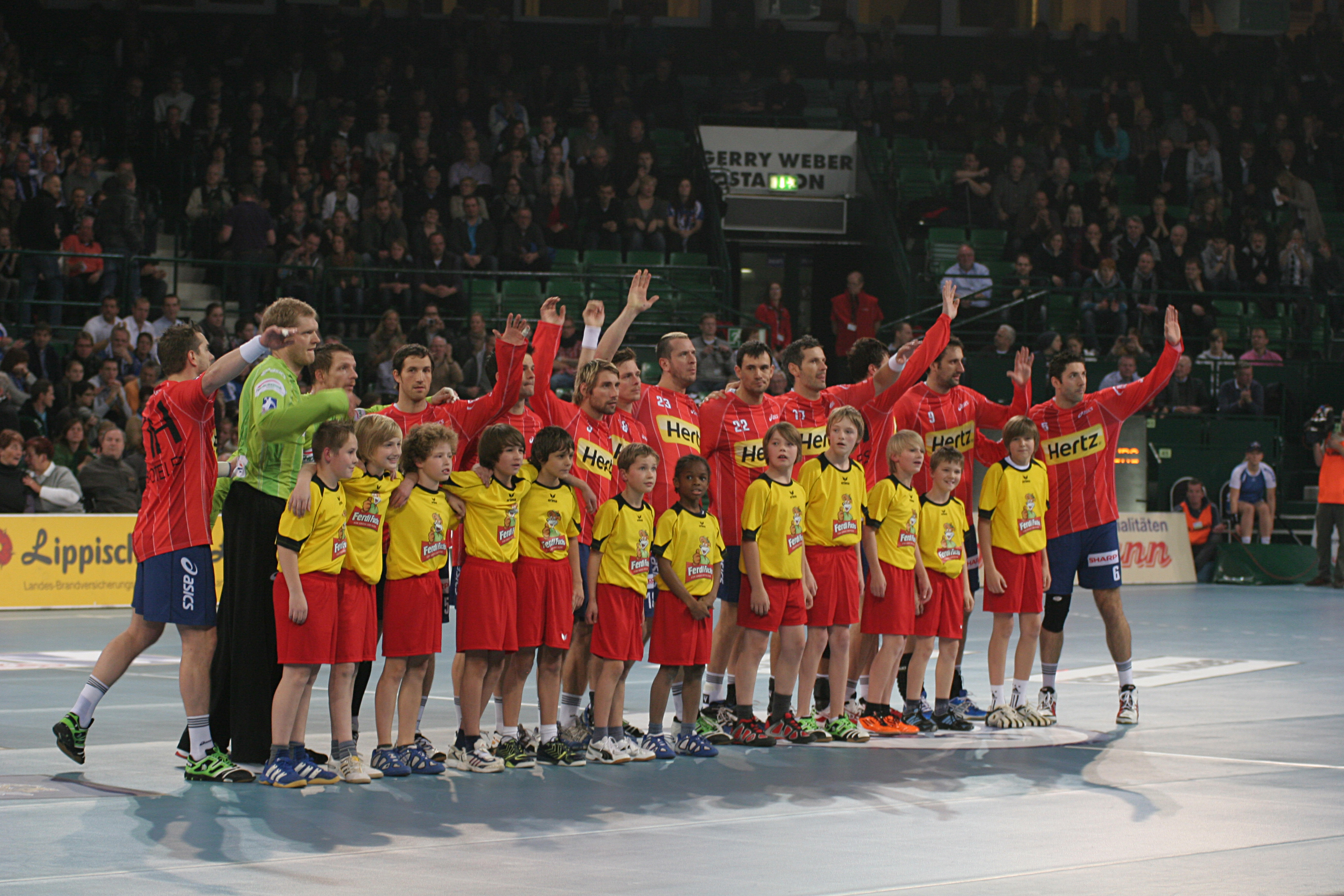
Die Mannschaft der Saison 2011/12 mit Einlaufkindern in Halle/Westfalen

Martin Schwalb wurde nach der Saison 2010/11 Geschäftsführer und Präsident, den Trainerposten übernahm Per Carlén. Am 29. Dezember 2011 wurde die Trennung von Carlén bekanntgegeben. Übergangsweise übernahm der U23- und bisherige Co-Trainer Jens Häusler das Traineramt.
Am 16. März 2012 kehrte Martin Schwalb als Trainer auf die HSV-Bank zurück. In der Saison 2012/13 erreichte der HSV mit dem Gewinn der Champions League seinen bisher größten Erfolg. Im Finale in Köln besiegte er den FC Barcelona mit 30:29 nach Verlängerung. In der Saison 2013/14 wurde die erneute Qualifikation für die Champions League mit einem vierten Platz in der Bundesliga verpasst und am Saisonende wurde Martin Schwalb durch Christian Gaudin ersetzt.
Am 15. Mai 2014 erhielt der Verein von der Handball-Bundesliga (HBL) keine Lizenz für die Saison 2014/15 und legte gegen diesen Entscheid Beschwerde ein, die am 3. Juni 2014 von der HBL abgelehnt wurde. Am 11. Juni 2014 beschloss das Präsidium, diese Entscheidung vom Schiedsgericht prüfen zu lassen; außerdem wurde vorsorglich die Lizenz für die 3. Liga beantragt. Das Schiedsgericht gab am 25. Juni 2014 dem Einspruch der Hamburger statt und erteilte dem Verein unter Auflagen die Lizenz für die kommende Saison. Diese Bedingungen wurden fristgerecht zum 1. Juli 2014 erfüllt. Dennoch trat der Aufsichtsrat rund um den Vorsitzenden Wolfgang Fauter kurze Zeit später zurück.
Christian Gaudin wurde im Dezember 2014 nach vier Niederlagen in fünf Spielen freigestellt. Bis Saisonende übernahm Jens Häusler das Training der ersten Mannschaft und erreichte mit ihr das Finale des EHF Europa Pokals. Das Finale gegen die Füchse Berlin wurde aber mit 27:30 verloren. In der Bundesliga belegte die Mannschaft den neunten Platz, wodurch die erneute Qualifikation für den Europapokal verpasst wurde. Das Auswärtsspiel bei den eigentlich in Mannheim beheimateten Rhein-Neckar-Löwen am vierten Spieltag der Saison 2014/15 wurde im Rahmen eines Tages des Handballs am 6. September 2014 in der Commerzbank-Arena in Frankfurt am Main ausgetragen. 44.189 Zuschauer verfolgten dieses Spiel, womit ein neuer Weltrekord aufgestellt wurde. Die vorherige Bestmarke wurde im Mai 2011 aufgestellt, als 36.651 Besucher im Brøndby Stadion in Brøndby das dänische Meisterschaftsendspiel zwischen AG København und Bjerringbro-Silkeborg sahen.
Zur Saison 2015/16 übernahm Michael Biegler das Traineramt.
Nachdem die finanzielle Situation in den folgenden eineinhalb Jahren nicht verbessert werden konnte, stellte der Geschäftsführer Christian Fitzek am 16. Dezember 2015 beim Amtsgericht Hamburg einen Insolvenzantrag für die HSV Handball Betriebsgesellschaft mbH & Co. KG. Das Insolvenzverfahren wurde am 15. Januar 2016 eröffnet. Am 20. Januar 2016 entzog die Lizenzierungskommission der HBL dem Verein nachträglich die Lizenz für die Saison 2015/16. Andreas Rudolph hatte bei der Lizenzerteilung eine Verpflichtungserklärung zur Absicherung von Liquiditätslücken in Höhe von 2,5 Millionen Euro abgegeben, diese aber in einer zusätzlichen Vereinbarung eingeschränkt. Diese Vereinbarung wurde der Lizenzierungskommission vorenthalten. Eine Lizenz zur Teilnahme am Spielbetrieb der 1. und 2. Bundesliga für die Saison 2016/17 durfte der Verein aufgrund des Lizenzentzugs nicht beantragen. Am 25. Januar 2016 zog der Insolvenzverwalter die Mannschaft mit sofortiger Wirkung aus dem Spielbetrieb der Handball-Bundesliga zurück.
Durch den Rückzug aus dem Spielbetrieb endete Michael Bieglers Engagement vorzeitig im Januar 2016.
Die zweite Mannschaft wurde in der Saison 2015/16 Meister der Oberliga Hamburg – Schleswig-Holstein und trat in der Saison 2016/17 als erste Mannschaft in der 3. Liga Nord an. Nach der Insolvenz der Betriebsgesellschaft wurde die Mannschaft direkt vom Handball Sport Verein Hamburg e. V. betrieben. Marc Evermann wurde zum neuen Präsidenten des Vereins gewählt und Martin Schwalb zum Vizepräsidenten. In der Saison 2016/17 belegte die Mannschaft den dritten Tabellenplatz und in der Saison 2017/18 stieg sie als Tabellenerster in die 2. Bundesliga auf. Beim Heimspiel gegen den DHK Flensborg in der Barclaycard Arena am 26. Dezember 2016 konnte eine Bestmarke, die meisten 3. Liga-Zuschauer, aufgestellt werden, als 8.555 Zuschauer kamen. Dieser Rekord wurde am 26. Dezember 2017 nochmals überboten, als 9.964 Zuschauer das Drittliga-Heimspiel gegen den VfL Fredenbeck in der Barclaycard Arena verfolgten.
Zur Saison 2018/19 wurde der Spielbetrieb der ersten Mannschaft in die HSM Handball Sport Management und Marketing GmbH ausgegliedert. 2021 gelang dem Handball Sport Verein Hamburg die Rückkehr in die Bundesliga.
Nach Recherchen von Zeit online kam es im Sommer 2023 bei einem Trainingslager der Jugendmannschaften zu einem sexuellen Übergriff. Die beschuldigten Jugendlichen spielen nach Aufklärung des Vorfalls weiterhin in den jeweiligen Mannschaften, was von den Betroffenen und ihren Eltern scharf kritisiert wurde.
Für die Saison 2024/25 hatte der Verein am 17. April 2024 die Lizenz nur unter der Bedingung erteilt bekommen, eine Liquiditätslücke bis zum 3. Mai zu schließen. Die Lizenzierungskommission sah das als nicht erfüllt und verweigerte die Lizenz-Erteilung, wogegen der Klub eine Beschwerde einlegte, die vom Präsidium der HBL als unbegründet abgelehnt wurde. Dagegen klagte der HSVH beim Schiedsgericht der HBL. Auf Grund eines begangenen Formfehlers bezüglich der von der Lizenzierungskommission erteilten Bedingung wurde dem HSVH die Lizenz zugesprochen, wobei der Verein eine Sicherheitsleistung hinterlegen musste.

## Verhältnis zum Hamburger SV

Ehemaliges Logo

Mit dem Hamburger SV wurde 2002 ein Kooperationsvertrag abgeschlossen, um dessen Logo nutzen zu dürfen. Nach dem Aufstieg der ersten Mannschaft des Hamburger SV in die Oberliga Hamburg 2007 bildete diese eine Spielgemeinschaft mit dem Handball Sport Verein Hamburg und trat als SG HSV Handball an. 2008 wurde die Spielgemeinschaft auf die Jugendmannschaften des Hamburger SV ausgeweitet und 2010 übernahm der Handball Sport Verein Hamburg die Mannschaften der Spielgemeinschaft. 2016 wurde die Kooperation beendet und das Logo des Hamburger SV aus dem Logo entfernt. Der Hamburger SV verbot dem Handball Sport Verein Hamburg außerdem die Verwendung der Abkürzung HSV.

## Kader der Saison 2025/26
| Nr. | Nat.        | Name                     | Position | Geburtstag | Größe  | Gewicht | im Verein seit | Vertrag bis | Letzter Verein                 |
| --- | ----------- | ------------------------ | -------- | ---------- | ------ | ------- | -------------- | ----------- | ------------------------------ |
| 12  | Agypten     | Mohamed El-Tayar         | TW       | 07.04.1996 | 1,91 m | 88 kg   | 2024           | 2026        | HBW Balingen-Weilstetten       |
| 16  | Norwegen    | Robin Haug               | TW       | 01.09.1998 | 1,95 m | 116 kg  | 2024           | 2030        | Elverum Håndball               |
| 04  | Danemark    | Andreas Magaard          | KM       | 02.08.1998 | 1,94 m | 101 kg  | 2022           | 2027        | Nordsjælland Håndbold          |
| 05  | Danemark    | Oliver Norlyk            | RR       | 19.01.2000 | 1,93 m | 98 kg   | 2025           |             | KIF Kolding                    |
| 06  | Osterreich  | Elias Kofler             | RM       | 09.08.2000 | 1,88 m | 87 kg   | 2025           | 2028        | 1. VfL Potsdam                 |
| 09  | Danemark    | Jacob Lassen             | RR       | 11.09.1995 | 1,97 m | 110 kg  | 2022           | 2026        | Bjerringbro-Silkeborg Håndbold |
| 11  | Danemark    | Nicolaj Jørgensen        | RM       | 30.03.2000 | 1,84 m | 84 kg   | 2025           |             | SønderjyskE Håndbold           |
| 13  | Deutschland | Niklas Weller            | KM       | 22.05.1993 | 1,90 m | 107 kg  | 2015           | 2026        | TSV Ellerbek                   |
| 15  | Deutschland | Dominik Axmann           | RM, RL   | 30.06.1999 | 1,93 m | 99 kg   | 2015           | 2027        | Buxtehuder SV                  |
| 17  | Niederlande | Kaj Geenen               | LA       | 06.05.2003 | 1,86 m | 89 kg   | 2025           | 2027        | VfL Lübeck-Schwartau           |
| 19  | Deutschland | Maximilian Botta         | KM       | 12.09.2006 | 1,95 m | 95 kg   | 2025           |             | eigene Jugend                  |
| 20  | Deutschland | Ben Levermann            | RL       | 23.04.2003 | 1,93 m | 94 kg   | 2024           | 2026        | THW Kiel (Jugend)              |
| 21  | Danemark    | Frederik Bo Andersen     | RA       | 09.12.1998 | 1,86 m | 90 kg   | 2021           | 2028        | GOG Håndbold                   |
| 23  | Island      | Einar Þorsteinn Ólafsson | RL       | 30.09.2001 | 2,00 m | 95 kg   | 2025           | 2027        | Fredericia HK                  |
| 31  | Deutschland | Levin Unbehaun           | RA       | 29.12.2004 | 1,79 m | 70 kg   | 2024           | 2026        | Bramstedter TS                 |
| 33  | Deutschland | Moritz Sauter            | RM       | 03.01.2003 | 1,84 m | 90 kg   | 2024           | 2029        | 1. VfL Potsdam                 |
| 51  | Danemark    | Casper Ulrich Mortensen  | LA       | 14.12.1989 | 1,90 m | 92 kg   | 2021           | 2026        | FC Barcelona Handball          |

### Trainerteam 2025/26
| Funktion                     | Name                            |
| ---------------------------- | ------------------------------- |
| Trainer                      | Torsten Jansen                  |
| Co-Trainer                   | Blaženko Lacković               |
| Torwart-Trainer              | Goran Stojanović                |
| Athletiktrainer              | Philipp Winterhoff              |
| Daten- & Performance-Trainer | Lukas Ossenkopp                 |
| Teammanager                  | Markus Groß                     |
| Mannschaftsarzt              | Priv.-Doz. Dr. Till Orla-Klatte |
| Mannschaftsarzt              | Prof. Dr. Karsten Sydow         |
| Mannschaftsarzt              | Prof. Dr. Philip Catalá-Lehnen  |
| Physiotherapeut              | Matthias Bludau                 |
| Physiotherapeutin            | Katrin Battige                  |

### Transfers zur Saison 2025/26
| Zugänge            | Zugänge                  | Zugänge              | Zugänge  |
| Nation             | Name                     | abgebender Verein    | Position |
| ------------------ | ------------------------ | -------------------- | -------- |
| Osterreich         | Elias Kofler             | 1. VfL Potsdam       | RM       |
| Danemark           | Nicolaj Jørgensen        | Sønderjyske          | RM, RL   |
| Island             | Einar Þorsteinn Ólafsson | Fredericia HK        | RL       |
| Niederlande        | Kaj Geenen               | VfL Lübeck-Schwartau | LA       |
| Deutschland        | Maximilian Botta         | 2. Mannschaft        | KM       |
| Danemark           | Oliver Norlyk            | KIF Kolding          | RR       |
| Stand: 8. Mai 2025 |                          |                      |          |

| Abgänge               | Abgänge           | Abgänge               | Abgänge  |
| Nation                | Name              | aufnehmender Verein   | Position |
| --------------------- | ----------------- | --------------------- | -------- |
| Ungarn                | Zoran Ilić        | Wisła Płock           | RR       |
| Deutschland           | Leif Tissier      | TSV Hannover-Burgdorf | RM, RL   |
| Russland              | Asat Waliullin    | Ziel unbekannt        | RL       |
| Deutschland           | Alexander Hartwig | VfL Lübeck-Schwartau  | LA       |
| Stand: 10. April 2025 |                   |                       |          |

### Transfers zur Saison 2026/27
| Zugänge               | Zugänge     | Zugänge            | Zugänge  |
| Nation                | Name        | abgebender Verein  | Position |
| --------------------- | ----------- | ------------------ | -------- |
| Deutschland           | Jan Schmidt | TSV Bayer Dormagen | KM       |
| Stand: 8. August 2025 |             |                    |          |

| Abgänge              | Abgänge      | Abgänge             | Abgänge  |
| Nation               | Name         | aufnehmender Verein | Position |
| -------------------- | ------------ | ------------------- | -------- |
| Danemark             | Jacob Lassen | Rhein-Neckar Löwen  | RR       |
| Stand: 15. Juli 2025 |              |                     |          |

## Bekannte ehemalige Spieler
Folgende ehemalige Spieler gehörten mindestens zwei Jahre lang zum Bundesligakader:
| - Dani Baijens - Ion Belaustegui - Dan Beutler - Johannes Bitter - Davor Dominiković - Petar Đorđić - Domagoj Duvnjak - Jonas Ernelind - Matthias Flohr - Bertrand Gille | - Guillaume Gille - Pascal Hens - Torsten Jansen - Thomas Knorr - Michael Kraus - Blaženko Lacković - Igor Lawrow - Krzysztof Lijewski - Marcin Lijewski - Hans Lindberg | - Kentin Mahé - Andreas Nilsson - Adrian Pfahl - Roman Pungartnik - Per Sandström - Stefan Schröder - Andrej Sinjak - Bruno Souza - Goran Stojanović | - Tomas Svensson - Henrik Toft Hansen - Dmitri Torgowanow - Iwan Ursic - Oleg Velyky - Igor Vori - Renato Vugrinec - Yoon Kyung-shin |  |

## Trainer

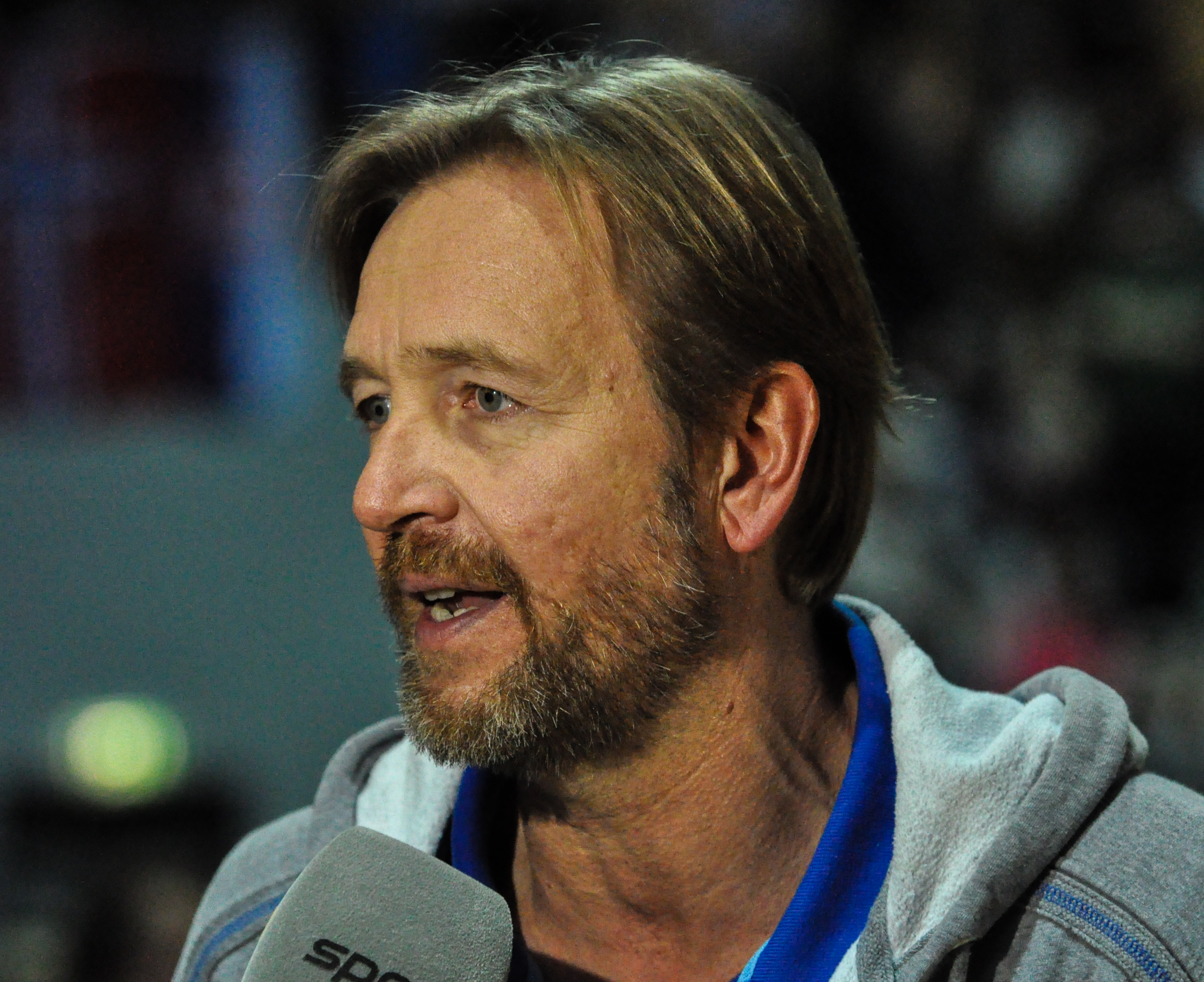
Der langjährige Trainer Martin Schwalb

- 2002: Anders Fältnäs
- 2002–2005: Bob Hanning
- 2005: Christian Fitzek
- 2005–2011: Martin Schwalb
- 2011: Per Carlén
- 2011–2012: Jens Häusler
- 2012–2014: Martin Schwalb
- 2014: Christian Gaudin
- 2014–2015: Jens Häusler
- 2015–2016: Michael Biegler
- 2016–2017: Jens Häusler
- seit 2017: Torsten Jansen

## Präsidenten

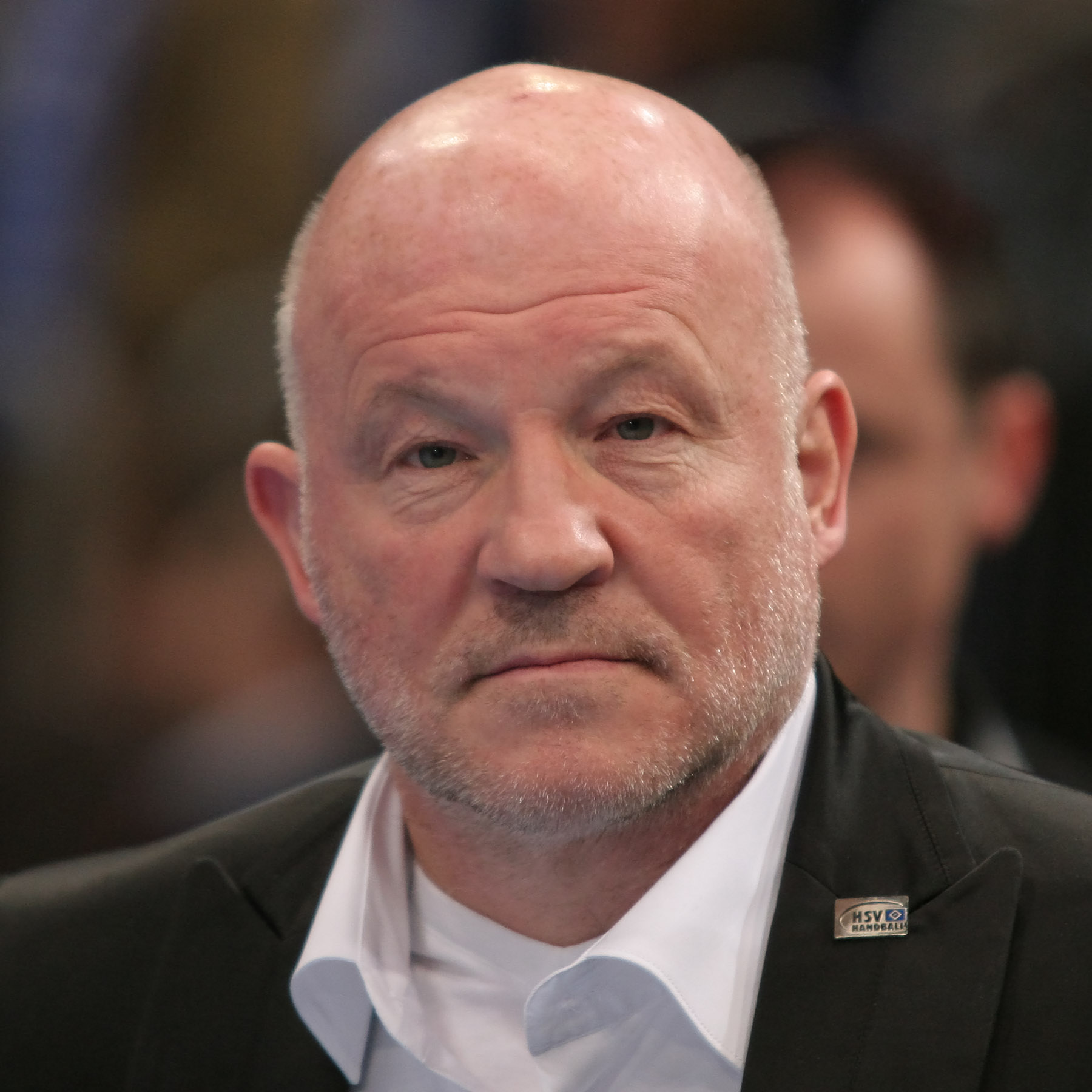
Der langjährige Vereinspräsident und Mäzen Andreas Rudolph

- 2004–2005: Heinz Jacobsen
- 2005–2011: Andreas Rudolph
- 2011–2012: Martin Schwalb
- 2012–2013: Matthias Rudolph
- 2013–2014: Andreas Rudolph
- 2014–2016: Karl Gladeck
- 2016–2024: Marc Evermann
- seit 2024: Kay Spanger

## Halle

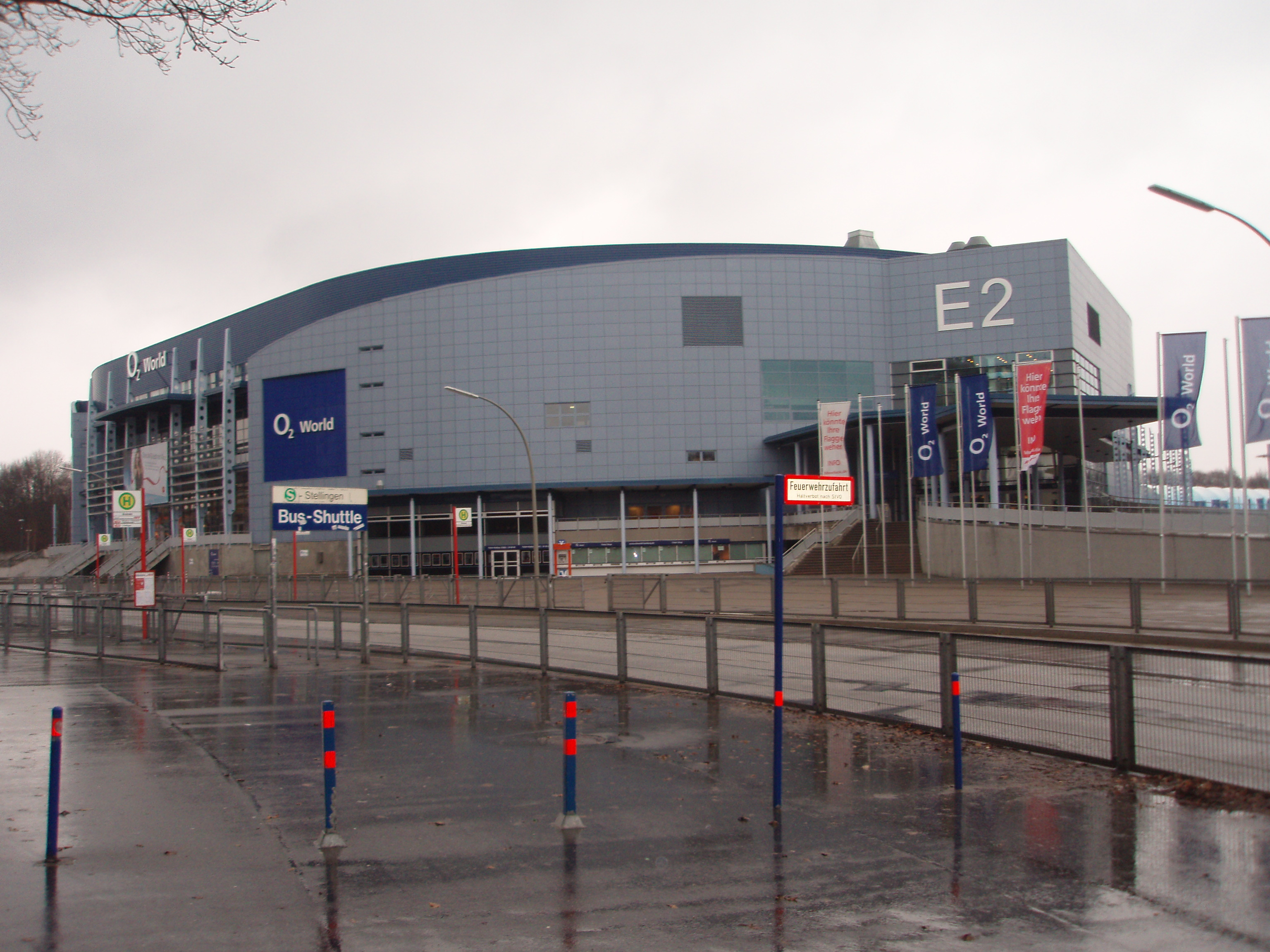
Die Barclays Arena

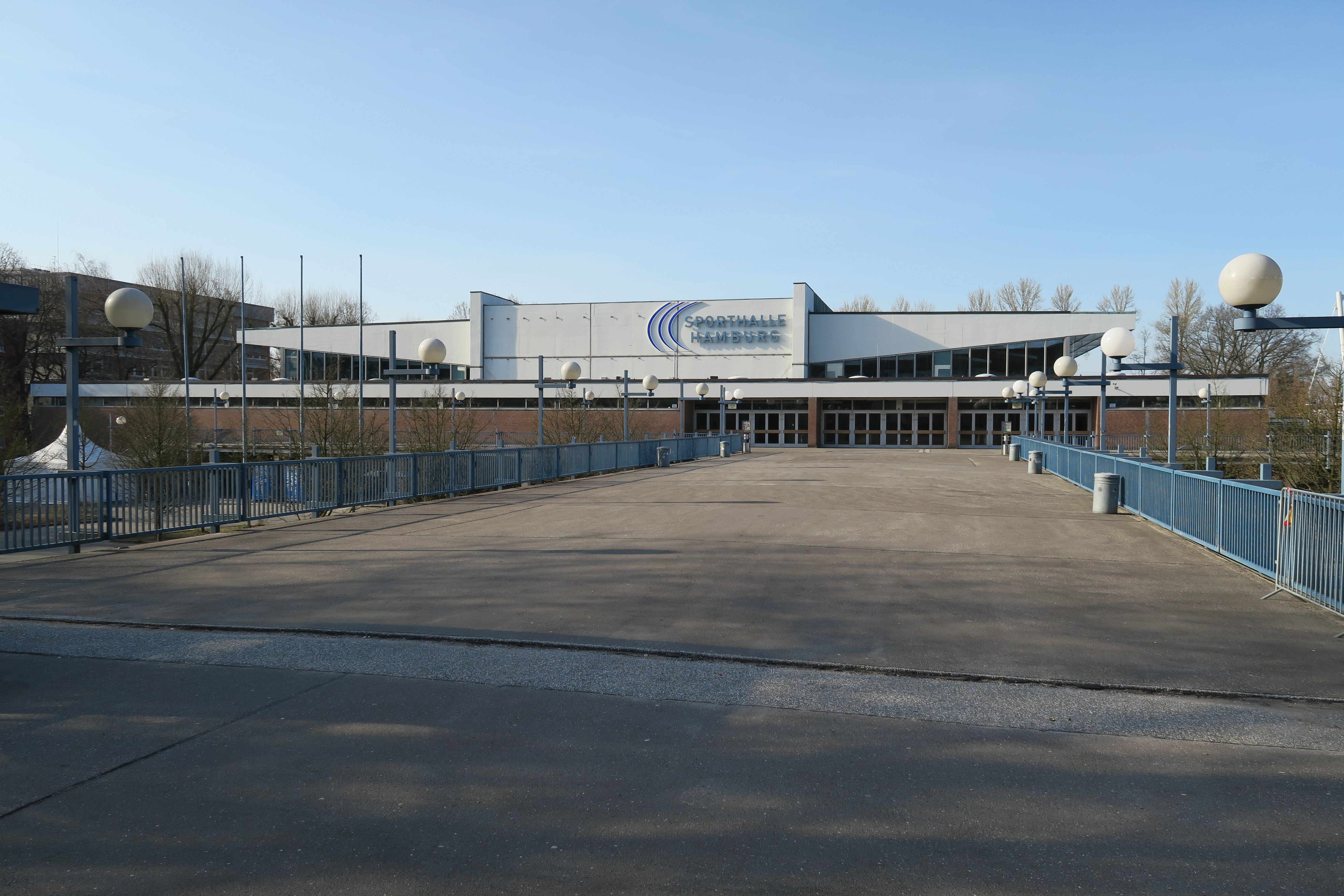
Die Alsterdorfer Sporthalle

Bis zur Insolvenz im Jahre 2016  wurde für Bundesligaheimspiele im Normalfall die Barclays Arena genutzt. Wenn diese nicht zur Verfügung stand oder weniger Zuschauer erwartet wurden, fanden die Heimspiele in der Sporthalle Hamburg (Alsterdorfer Sporthalle) statt. Einen Sonderfall stellte das Heimspiel im Europapokal der Pokalsieger im Februar 2007 gegen den HC Portovik Juschni (Ukraine) dar, das in der Lübecker Hansehalle ausgetragen wurde, da die beiden anderen Hallen belegt waren.
Seit dem Neuanfang zur Saison 2016/17 fanden die Heimspiele in der 3. Liga Nord und der 2. Bundesliga grundsätzlich in der Sporthalle Hamburg statt und nur in Ausnahmefällen in der Barclays Arena. Insbesondere fand am 2. Weihnachtstag des Jahres 2017 das Spiel gegen den VfL Fredenbeck in der Barclays Arena statt, wobei mit 9964 Besuchern ein Zuschauerrekord für ein deutsches Handball-Drittligaspiel erreicht werden konnte. Nach Vereinsangaben handelt es sich sogar um einen weltweiten Zuschauerrekord für ein Handballspiel in einer dritten Liga. Seit dem Aufstieg in die Bundesliga 2021 trägt der HSV Hamburg seine Heimspiele je nach Zuschauererwartung in einer der beiden Spielstätten aus.

## Saisonbilanzen
| Saison  | Liga                   | Platz | Tore      | Diff. | Punkte | Zuschauer | Anmerkung |
| ------- | ---------------------- | ----- | --------- | ----- | ------ | --------- | --------- |
| 2002/03 | Bundesliga             | 08.   | 0908:0913 | −+005 | 34:34  | 06.700    |           |
| 2003/04 | Bundesliga             | 05.   | 0952:0875 | +-077 | 49:19  | 07.498    |           |
| 2004/05 | Bundesliga             | 09.   | 0954:0920 | +-034 | 33:27  | 06.188    | 1         |
| 2005/06 | Bundesliga             | 10.   | 0999:0965 | +-034 | 34:34  | 06.459    |           |
| 2006/07 | Bundesliga             | 02.   | 1114:0951 | +-163 | 58:10  | 08.015    |           |
| 2007/08 | Bundesliga             | 03.   | 1093:0923 | +-170 | 54:14  | 08.693    |           |
| 2008/09 | Bundesliga             | 02.   | 1084:0906 | +-178 | 52:16  | 09.831    |           |
| 2009/10 | Bundesliga             | 02.   | 1125:0911 | +-214 | 61:07  | 10.392    |           |
| 2010/11 | Bundesliga             | 01.   | 1105:0902 | +-203 | 62:06  | 10.690    |           |
| 2011/12 | Bundesliga             | 04.   | 1046:0935 | +-111 | 51:17  | 10.385    |           |
| 2012/13 | Bundesliga             | 05.   | 1035:0944 | +-091 | 49:19  | 08.650    |           |
| 2013/14 | Bundesliga             | 04.   | 1082:0978 | +-104 | 53:15  | 08.845    |           |
| 2014/15 | Bundesliga             | 09.   | 0992:1006 | −+014 | 34:38  | 06.692    |           |
| 2015/16 | Bundesliga             | 18.   | 0000:0000 | ±±000 | 00:0   | 06.358    | 2         |
| 2016/17 | 3. Liga (Staffel Nord) | 03.   | 0926:0826 | +-100 | 46:14  | 03.231    |           |
| 2017/18 | 3. Liga (Staffel Nord) | 01.   | 0865:0678 | +-187 | 50:06  | 03.597    |           |
| 2018/19 | 2. Bundesliga          | 12.   | 1031:1019 | +-012 | 35:41  | 03.527    |           |
| 2019/20 | 2. Bundesliga          | 08.   | 0660:0617 | +-043 | 27:21  | 03.539    | 3         |
| 2020/21 | 2. Bundesliga          | 01.   | 1040:0932 | +-108 | 56:16  | .00210    | 4         |
| 2021/22 | Bundesliga             | 14.   | 0919:0960 | −+041 | 26:42  | 03.716    | 5         |
| 2022/23 | Bundesliga             | 07.   | 1028:1010 | +-018 | 36:32  | 04.352    |           |
| 2023/24 | Bundesliga             | 09.   | 1013:1077 | −+064 | 30:38  | 04.432    |           |
| 2024/25 | Bundesliga             | 10.   | 1060:1070 | −+010 | 35:33  |           |           |

1 Wegen Lizenzverstößen wurden acht Punkte abgezogen.

2 Die Bundesligamannschaft wurde im Januar 2016 zurückgezogen und die zuvor ausgetragenen Spiele annulliert.

3 Saisonabbruch aufgrund der Corona-Pandemie.

4 Aufgrund der Corona-Pandemie wurden die meisten Spiele der Saison 2020/21 unter Ausschluss der Zuschauer durchgeführt.

5 Aufgrund der Corona-Pandemie gab es Einschränkungen bei der maximal zugelassenen Zuschauerzahl.

## Erfolge
- Deutscher Meister
 2011
- Deutscher Vizemeister
 2007, 2009 und 2010
- DHB-Pokal-Sieger
 2006 und 2010
- DHB-Pokal-Finalist
 2004 und 2008
- DHB-Supercup-Sieger
 2004, 2006, 2009 und 2010
- EHF-Champions-League-Sieger
 2013
- EHF-Champions-League-Halbfinalist
 2008, 2009 und 2011
- Europapokal der Pokalsieger-Sieger
 2007
- EHF-Europa-Pokal-Finalist
 2015
- EHF-Champions-Trophy-Drittplatzierter
 2007
- IHF Super Globe-Finalist
 2013